# 連邦

連邦国家
単一国家

連邦（れんぽう、英: federation; 独: Bund; ロシア語: федерация, ラテン文字転写: federatsiya）または連邦国家（英語: federal state）とは、2つ以上の国（州）が1つの主権の下に結合して形成する国家形態である。聯邦ともいう。対義語は単一国家。

## 概要
比較的弱小な国家や都市、自治共同体（植民地の個々を含む）が自治権もしくは独立を保つために連盟または同盟して、周辺の比較的強大な国家（宗主国は強大である）には単一の主権国家として、内部的には盟約（憲法を含む）を結んだ構成体どうしの独立関係を維持し統治する体制である。連邦構成体は強い権限を留保し、連邦政府は主権国家の権限および財源を委譲される形になることが多い。ただし、国家によっては加盟や戦争の結果として領土が増え比肩する国家が周辺から減ったり中央集権化が促進されるなどして連邦制が形骸化している場合がある（アルゼンチンなど）。
上述のように、連盟または同盟により連邦となる場合が多くなる（英国から独立するため植民地だった13邦が統合したアメリカ合衆国、独立を保障していた体制が崩壊して東西の強大な国からの侵略を防ぐために領邦国家の権限が統一されて連邦制へと移行したドイツなど）。一方、地方統治の円滑化や植民地経営の合理化のために権限を委譲して連邦制となる例もある（スペインや、イギリス連邦内で連邦となりその後独立しても連邦制を維持しているオーストラリアなど）。
連邦制を主張または擁護する立場を連邦主義という。ただし、反連邦主義といった場合にはアメリカ合衆国独立期における、強力な連邦政府樹立に反対したグループを指す事が多い。
連邦主義の提唱者
- ヨハネス・アルトジウス（英語版） - 「近代連邦主義の父」と呼ばれるドイツの法学者。
- 連邦党

## 現在の連邦制国家
連邦制をとる国であっても、国名の決定に際して国家の成立経緯を踏まえた制定をする場合や連邦制を直接に表さないことがある。また、翻訳によっては厳密に連邦を表示しない場合もある。
ドイツ連邦共和国の場合「Bundesrepublik」は、「bond」と同語源の単語を含むが、公式の英語名は「Federal Republic」とし、「la foedus」「foederis」の「盟約」という原義は基本法の承認という政治体制の本質からの反映となる。日本語で「federation」「confederation」の原義は反映されることが少ない。ソビエト社会主義共和国連邦は連邦を含むが、ロシア語でのソ連の略称СССР（）の最初のС（）はСоюз（）で「団結・結合・同盟」の意味とされる。そのため、「ソビエト社会主義共和国同盟」という翻訳が存在し、日本でも「ソビエト社会主義共和国同盟」や「ソ同盟」と表記されることもあった。ただし、駐日ソビエト大使館は一貫して「連邦」を用いていた。なお、ソ連を構成したロシア・ソビエト連邦社会主義共和国とその後継ロシア連邦は「Федерация（連邦）」であり、公式の英語名は「Federative Republic」と「Federation」である。

### 国名に「連邦」を含む国
- アラブ首長国連邦
それぞれ別の君主が統治する7つの首長国の連合体。構成首長国名は行政中心地に該当する「首都」の名称を付することを基本とする。
- エチオピア連邦民主共和国
1995年の憲法改正により、民族ごとに構成される11の州と2つの自治区からなる連邦制をとっている。
- オーストラリア連邦
1901年にオーストラリア憲法が発効。6つの州と1つの準州（ノーザンテリトリー）からなる。国王は連邦の君主であると同時に各州の君主をそれぞれ兼ねる。また、国号の「コモンウェルス」は一義的に連邦と訳される語ではなく、意訳に近い。
- スイス連邦
2000年に連邦憲法が発効。26の州からなる。
- セントクリストファー・ネイビス連邦
独立時の1983年に憲法発効。セントクリストファー島とネイビス島がそれぞれの政府・議会を持っている。
- ソマリア連邦共和国
7つの自治国からなる連邦国家と規定されている。ただしソマリランド共和国にあたる地域は現在も連邦政府の支配が及んでいない状況にある。
- ドイツ連邦共和国
1949年に発効のボン基本法（実質的な憲法）で連邦制を規定。現在16の州で構成される。なお1990年に旧ドイツ民主共和国の5州（新連邦州）が連邦に加入するまでは11州であった。
- ナイジェリア連邦共和国
36の州と連邦首都地区からなる連邦国家。ビアフラ戦争時には一時的に3州が脱退していた（ビアフラ共和国）。
- ブラジル連邦共和国
26の州とブラジリア連邦直轄区からなる。
- ミクロネシア連邦
1979年にミクロネシア憲法が発効。4つの州からなる連邦であり、大統領は輪番で選出すると規定されている。
- ミャンマー連邦共和国
7つの地方域・7つの州・1つの連邦領からなる連邦国家。ただし実際には中央集権国家とされている。
- ロシア連邦
48州・24共和国・9地方・4自治管区・3連邦市・1自治州の「連邦構成主体」からなる（係争地であるクリミア半島の1共和国・1市とウクライナ西部の2州・2共和国を含む）連邦国家。

### 国名に「連合」など、国家集合を意味する政体名を含む国
- アメリカ合衆国
50の州を連邦構成主体とする。州に属さず連邦政府が直轄する領土のうち民間人が定住する地域[2]では、一定の自治が行われているものの、州以外の地域は合衆国議会で議決権を持つ議員を選出することはできない。
- グレートブリテン及び北アイルランド連合王国（イギリス）
連邦制ではなく、制度上は中央の議会の権能に制限がない（議会主権）。「連合王国」の国号は、かつて同君連合であったイングランド王国とスコットランド王国およびアイルランド王国の王位が順次統合された経緯を示す。しかし、イングランド・スコットランド・ウェールズ・北アイルランドはカントリーと呼ばれ、現代ではイングランド以外のカントリーには個別の議会が設置されるなどの自治が行われている。またシティ・オブ・ロンドンや海外領土も高度な自治権を持つ。なお、王室属領は国際的にはイギリス領だが連合王国に属さない。
- コモロ連合
国家元首たる連合政府の大統領は、グランドコモロ島、アンジュアン島、モヘリ島の3つの構成体から輪番制で選出される。独立後は3つの島がそれぞれ大統領を持っていたが、2009年の憲法改正で知事に降格され、連合政府の権限が強化された。
- タンザニア連合共和国
本土とザンジバル島周辺により構成。法律により両地域間の往来では独自の地域パスポートを必要とする。
- メキシコ合衆国
32の州からなる連邦制国家。

### 国名に連邦などの政体名を含まない連邦制国家
- アルゼンチン共和国
23の州と1つの特別区からなる連邦共和制国家。ただし、首都ブエノスアイレスへの一極集中の傾向が強く、各州の権限は強くないとも言われる。
- イラク共和国
イラク戦争後成立した新政府が連邦制を規定。治安安定後に19の州に自治権が委譲されることが決まっているが、2023年時点で移譲が実現しているのはクルディスタン地域内の4州のみである。
- インド共和国
28の州と8つの連邦直轄領、およびデリー首都圏から構成される。ただし、ジャンムー・カシミール連邦直轄領およびラダック連邦直轄領は、その全域でパキスタンと係争状態にあり、またアクサイチンのほとんどは中華人民共和国が実効支配している。
- オーストリア共和国
9つの州による連邦共和制国家。二院制の議会の一方は連邦議会と称する。
- カナダ
10の州と3の準州からなる連邦国家。政府も連邦政府と称する。国王は連邦の君主であると同時に各州の君主をそれぞれ兼ねる。
- スーダン共和国
18の州からなる連邦国家であったが、2019年スーダンクーデターにより政府が機能を失っている。
- スペイン
1978年憲法において連邦制と地方自治権が明文化され、17の自治州による地方統治が行われている。
- ネパール
王政廃止後の2015年公布の憲法で7州による連邦制が規定された[3][4]。2008年から2020年までは「ネパール連邦民主共和国」を称していたが、2020年に「ネパール」に改称している。
- パキスタン・イスラム共和国
5つの州とイスラマバード連邦首都地区、アザド・カシミール（連邦直轄地）からなる（係争地のカシミール地方を含む）。
- ベネズエラ・ボリバル共和国
23の州、連邦保護領、首都地区からなる連邦共和制国家と規定されている。ただし現状では極めて州の権限は弱い。
- ベルギー王国
言語対立の解決のため1993年に憲法を改正、3つの地域（ブリュッセル首都圏地域、フランデレン地域、ワロン地域）と3つの言語共同体（フラマン語共同体、フランス語共同体、ドイツ語共同体）から構成される連邦制の王国に再編。
- ボスニア・ヘルツェゴビナ
1995年の紛争終結後に、ボスニア・ヘルツェゴビナ連邦とスルプスカ共和国の2構成体のほか、両国の係争地だったブルチコ行政区によって構成される連邦制に移行。ただし、スルプスカ共和国には独自の大統領と行政府があり、実態は国家連合に近い。
- マレーシア
13の州と3つの連邦直轄領から構成される。マレーシア国王は13州のうち9州に存在する君主による互選（実質的・慣習的には輪番制）で決定される。
- 南スーダン共和国
10の州と2つの行政区、1つの特別行政区で構成されている。

## 過去の連邦制国家
ここではかつて存在した連邦制国家を消滅理由別に消滅年順に記述する。
国旗は消滅時点で用いられていたもの。

### 連邦制のまま政体が変化した国家
- グラナダ連合
1858年成立。1863年に憲法が制定され、国名をコロンビア合衆国とした。
- 北ドイツ連邦
1867年成立。1871年により多くの領邦が加盟したドイツ国（ドイツ帝国）が成立し消滅。
- 中央アメリカ大共和国
1895年成立。1898年憲法制定で国名変更。
- セルビア人・クロアチア人・スロベニア人王国
1918年成立。1929年に国王アレクサンダル1世が憲法を停止して国名変更し消滅。
- ユーゴスラビア王国
1929年国名変更。1941年以降ナチス・ドイツに占領されて政府の実体を失い、1945年に社会主義体制の成立を以って正式に解体した。
- パキスタン
1947年イギリスから独立。英連邦王国の一員であり当初から連邦制であった。1956年に共和制のパキスタン・イスラム共和国に移行した。
- ナイジェリア連邦
1960年イギリスから独立。英連邦王国の一つだったが1963年に共和制に移行しナイジェリア連邦共和国となった。
- マラヤ連邦
1948年イギリスから独立。1963年にシンガポール、北ボルネオ、サラワクが連邦に加わりマレーシアが成立。
- ビルマ連邦
1948年イギリスから独立。1974年に社会主義体制に移行し消滅。
- ビルマ連邦社会主義共和国
1974年成立。1988年クーデターにより社会主義を廃してビルマ連邦（翌年ミャンマー連邦に改称、2010年ミャンマー連邦共和国に再改称）に移行。
- チェコスロバキア社会主義共和国
1948年成立、1969年連邦制施行。1989年にビロード革命で社会主義体制を廃止した。
- コモロ・イスラム連邦共和国
1978年連邦制施行。2001年に国民和解協定に基づいてこの国家は解体し、3島の権限を弱めたコモロ連合に移行した。
- ユーゴスラビア連邦共和国
1992年成立。2003年により緩やかな連邦であるセルビア・モンテネグロに移行。

### 構成体の離脱で消滅した国家
- ネーデルラント連合王国
1815年成立。17の州とルクセンブルク大公国からなったが、1839年にベルギーの独立が承認され解体。
- ペルー・ボリビア連合
1836年にボリビア・北ペルー・南ペルーの3国の連邦として成立。1839年に南北ペルーがペルー共和国として独立し消滅。
- 中央アメリカ連邦共和国
1824年スペインから独立。内戦により1839年にエルサルバドル、グアテマラ、コスタリカ、ニカラグア、ホンジュラス、ロスアルトスに分裂。
- アルゼンチン連合
1835年に13の州からなる連邦として成立。1860年にブエノスアイレス国が分離したため、国名をアルゼンチン国に変更して連邦解体。
- アメリカ連合国
1861年にアメリカ合衆国南部の11州が分離して成立。南北戦争諸戦での敗北により1865年までに全ての州がアメリカ合衆国に復帰して消滅。
- 中央アメリカ合衆国
1898年に中央アメリカ大共和国の憲法施行に伴い国名変更。同年のエルサルバドルでの政変によりエルサルバドル、ニカラグア、ホンジュラスに分裂。
- オーストリア・ハンガリー帝国
1869年にオーストリア帝国内でハンガリー王を認めて成立。第一次世界大戦で敗北し、戦後処理として1918年にオーストリア共和国、ハンガリー人民共和国、チェコスロバキア共和国などが独立させられ消滅。
- アラブ連邦
1958年にイラクとヨルダンが連合して成立。同年にイラクで7月14日革命が起こり解体された。
- マリ連邦
1959年フランスからセネガルとマリの連邦として独立。翌1960年に早くもセネガルが独立を決め、同年中にマリ共和国と国名が変更され消滅。
- アラブ連合共和国
1958年にエジプトとシリアが連合して成立。1961年にシリアが脱退し、1971年にはエジプトもエジプト・アラブ共和国と改称して完全消滅。
- アラブ共和国連邦
1972年にエジプト・シリア・リビアが連合して成立（一時的にスーダン[注 1] も加入）。内部分裂により1977年に4国が分離独立して消滅。
- ソビエト社会主義共和国連邦
1922年成立。当初4共和国からなったが、1940年のバルト三国併合などで最終的に15に増加した。1991年までに全ての構成共和国が独立を宣言して解体。
- ユーゴスラビア連邦人民共和国
1946年成立。1963年には国名をユーゴスラビア社会主義連邦共和国と変更した。1992年までのユーゴスラビア内戦によってスロベニア、クロアチア、ボスニア・ヘルツェゴビナ、北マケドニアが独立し、ユーゴスラビア連邦共和国が残った。
なお、ユーゴスラビア連邦共和国は連邦人民共和国の継承国の地位を主張したが認められることはなかった。
- チェコスロバキア連邦共和国
1989年のビロード革命で成立。1992年にチェコとスロバキアが分離独立して消滅。
- セルビア・モンテネグロ
2003年にユーゴスラビア連邦共和国から改組。2006年にセルビアとモンテネグロが分離独立して消滅。

### 中央集権体制に移行した国家
- ネーデルラント連邦共和国
1648年独立承認。7つの州からなったが1795年にバタビア共和国が樹立されて消滅。
- コロンビア合衆国
1861年、新憲法の制定によって成立。グラナダ連合と同様8州により構成されたが1886年にコロンビア共和国に国名を変更し連邦制廃止。
- ドイツ国
1871年成立。帝政期は領邦ごと、共和政期は州ごとの自治が行われてきたが、ナチス政権期に中央集権化された。
- インド連邦
1947年にイギリスから英連邦王国として独立した際の体制。1950年に共和制のインドに移行。
- インドネシア連邦共和国
1949年にオランダから独立した際の体制。国・自治国・自治地域が設定されていたが、オランダ派の国の反乱などにより1950年にインドネシア共和国に移行。
- 南アフリカ連邦
1910年にケープ、ナタール、トランスバール、オレンジの4州による、イギリスの君主を国王とする連邦王国として成立。1961年にイギリス連邦から脱退して南アフリカ共和国に移行した。
- エチオピア・エリトリア連邦
1952年、イギリス軍政下からエリトリアを加えて成立。1962年にエチオピアが軍政に移行し、エリトリアの自治を廃してエチオピア帝国となった。
- リビア連合王国
1951年独立。キレナイカ、フェザーン、トリポリタニアによる連邦制を敷いていたが1963年に中央集権体制のリビア王国に移行。
- カメルーン連邦共和国
1961年、旧仏信託統治領のカメルーン共和国に旧英領地域を加えて成立。1972年に中央集権体制のカメルーン連合共和国に移行。
- ドイツ民主共和国
1949年成立。1952年7月25日のドイツ民主共和国憲法で州制度を廃止。1990年に連邦制を復活させ、再設置された州が同年10月にドイツ連邦共和国（西ドイツ）へ編入される形でドイツ再統一が行われて消滅。

### 他国に併合されて消滅した国家
- ポーランド・リトアニア共和国
1569年成立。1795年までの3回にわたるポーランド分割によってオーストリア・ハンガリー帝国・プロイセン王国・ロシア帝国領となり消滅。
- 中華ソビエト共和国
1931年政府樹立。国共内戦の影響で支配域が流動的な国家だったが、連邦制を規定していた。1934年以降は長征のため国家としての実態を失い、1937年に正式に中華民国に併合された。
- オーストリア連邦国
1934年のファシズム政権成立で誕生。1938年にナチス・ドイツに併合（アンシュルス）されて消滅した。

## 事実上、連邦制を持つ海外領土

### 現在
- ウォリス・フツナ諸島 - 連邦制と王制を併せ持つフランスの海外領土（事実上の保護国的存在）。主要3島では各島の主である王・女王により統治されている。

### 過去
- オランダ領アンティル - 現在のアルバ自治領・キュラソー自治領・シントマールテン自治領・蘭領BES諸島（ボネール・シントエウスタティウス・サバの3島による地域名の総称）
- ギルバートおよびエリス諸島 - ギルバート諸島（キリバス）とエリス諸島（ツバル諸島）から成った島嶼地域。
- 太平洋諸島信託統治領 - アメリカの信託統治による島嶼地域。現在はグアム島・マリアナ諸島北部が高度な自治権を持つ地域が存在するのみ。
- セントキッツ・ネイビス・アンギラ - 現在のセントクリストファー・ネイビスと英領アンギラ。
- 西インド連邦 - 西インド諸島を中心とした島嶼地域による連邦制を持つ植民地。
- イギリス領インド帝国 - インド半島本土を中心とした南アジア最大の植民地。植民地の中に数多くの藩王国等が存在していた。
- フランス領インドシナ - 現在のベトナム・ラオス・カンボジア。

## 将来構想

### 連邦化を視野に入れた地域連合
- ヨーロッパ合衆国
または「ヨーロッパ連邦」[5]
- ロシア・ベラルーシ連邦国家
ロシア連邦とベラルーシの両国による国家連合的な連邦国家[6]
- アフリカ合衆国
または「アフリカ連邦」[7]
- 東アフリカ連邦
東アフリカ共同体による連邦構想[8]

### 提案
- 中国
中華連邦主義として清末から様々な連邦制の提案がある。過去に存在したものとしては中華ソビエト共和国が連邦を自称していた[9]。現代では中国民主化運動によって唱えられるものや、中国統一（中台統一）の方法として唱えられるものがある。
- 朝鮮
朝鮮の南北統一の手段として。北朝鮮の唱える高麗民主連邦共和国など。
- 日本
地方分権、行政改革を目的とした道州制導入論がある。地域主義の文脈で語られることもある。